# Implant contraceptif hormonal

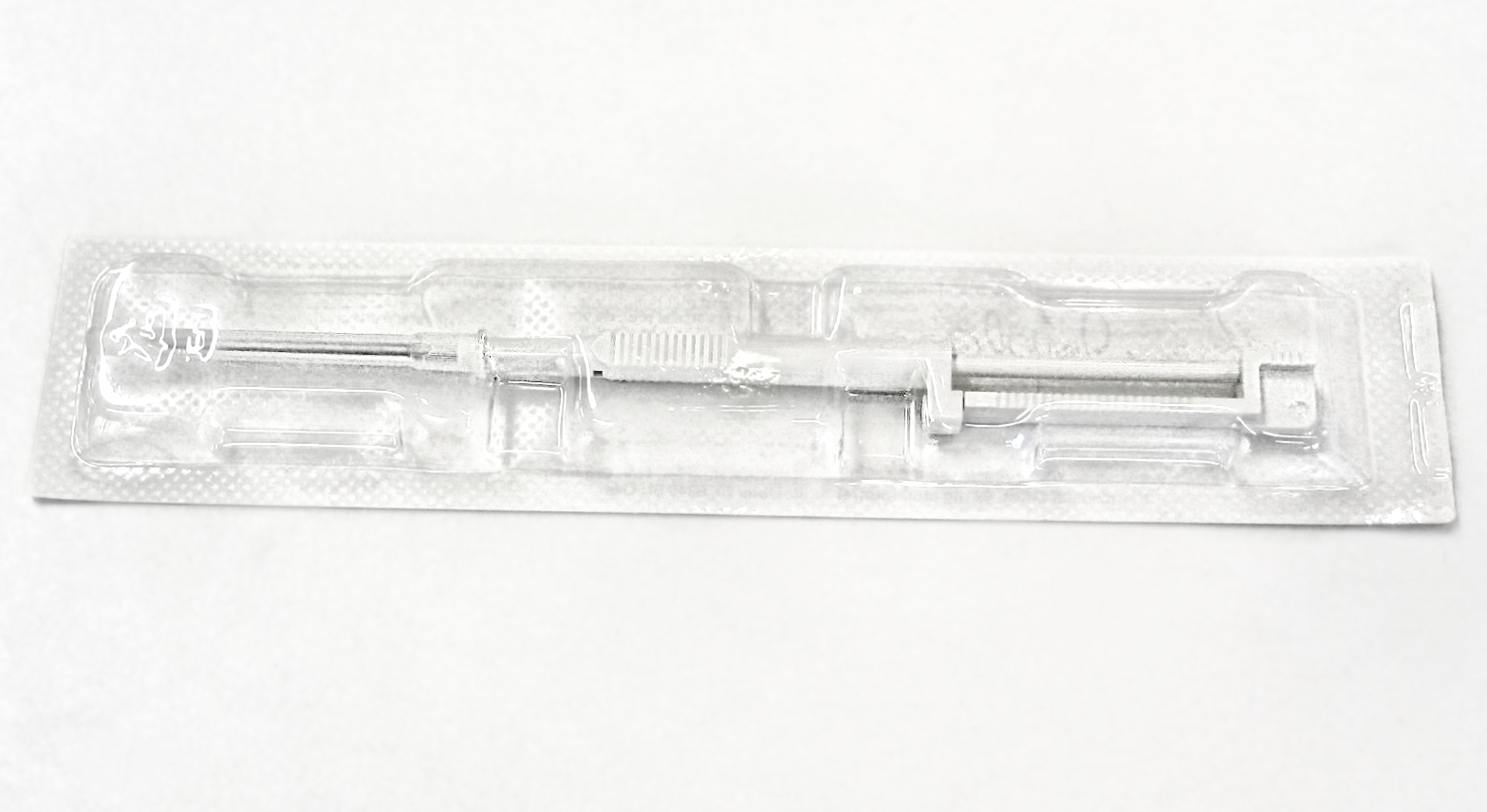
Kit de pose d'un implant contraceptif

 (septembre 2012).
Si vous disposez d'ouvrages ou d'articles de référence ou si vous connaissez des sites web de qualité traitant du thème abordé ici, merci de compléter l'article en donnant les références utiles à sa vérifiabilité et en les liant à la section « Notes et références ».
L'implant contraceptif hormonal est un moyen réversible de contraception pour la femme.
C'est un petit bâtonnet cylindrique en plastique, de 4 cm de long sur 2 mm de diamètre. Il forme un réservoir qui contient le même type de substance que la pilule progestative.

## Efficacité
Le taux d'efficacité de cet implant à l'etonogestrel est très élevé, avec un indice de Pearl = 0,06 [0,04–0,08] grossesses pour 100 femmes en un an d'utilisation, d'après l'Organisation mondiale de la santé.
Les principaux échecs semblent être principalement dus à une mauvaise manipulation à la pose (l'implant n'a pas été retrouvé au moment du diagnostic de grossesse) et à la prise de médicaments inducteurs enzymatiques ou bien encore au fait que la patiente était déjà en début de grossesse avant la pose de l'implant.

## Description
C'est un bâtonnet fin d'environ 4 cm de long sur 2 mm de diamètre implanté sous anesthésie locale dans la partie interne du bras (dans le bras gauche si la patiente est droitière et vice versa).
L'implantation est considérée comme un acte chirurgical, qui doit donc être pratiqué par un médecin ou une sage-femme.

## Mode d'action
La durée maximale de son action est de trois ans (quel que soit l'indice de masse corporelle des patientes). Un implant contraceptif hormonal est actif au bout de 24 heures.
Pendant ces trois années, l'implant diffuse dans le sang une hormone (l'étonogestrel, dérivé du gestodène, un progestatif de synthèse) qui a un triple effet contraceptif :
- blocage de l'ovulation ;
- épaississement de la glaire cervicale, la rendant impropre à la traversée par les spermatozoïdes ;
- amincissement de l'endomètre (paroi interne de l'utérus).

Son utilisation prévient notamment les risques d'oubli, contrairement à la pilule qui demande une rigueur dans la prise.
Un suivi médical de trois mois est recommandé après la pose car des effets secondaires ou une intolérance peuvent être constatés.
Après les trois années d'utilisation, il sera nécessaire de retourner chez son médecin pour le faire remplacer. Il peut toutefois être retiré avant cette échéance, le cycle hormonal naturel reprendra son cours normal en quelques semaines.

## Ablation du dispositif
Le retrait se fait par incision, une anesthésie locale est nécessaire, par exemple : lidocaïne (injectable, pommade ou « patch »). Difficultés les plus courantes au retrait :
- difficulté de localisation de l'implant (il est parfois nécessaire de le rechercher par échographie) ;
- difficulté liée à une prise de poids importante de la patiente ;
- coque fibreuse autour de l'implant et adhérence.

Le retrait de l'implant nécessitant un acte chirurgical, il peut entraîner de rares complications (en particulier l'atteinte du nerf ulnaire).

## Indications
Méthode de contraception particulièrement intéressante en cas de :
- contre-indication à la pilule et au stérilet ;
- échec de contraception (oublis réguliers de pilule, par exemple) ;
- conditions personnelles empêchant l'utilisation de la pilule contraceptive.

## Contre-indications
Les contre-indications sont :
- Accident thromboembolique veineux
- Tumeurs progestogène-dépendantes
- Affection hépatique sévère
- Hémorragies génitales non diagnostiquées
- Hypersensibilité au principe actif ou à l'un des excipients

## Effets secondaires
Il peut entraîner, selon les patientes, certaines modifications du cycle, :
- une aménorrhée (disparition des règles) due au blocage ovulatoire, signe d'efficacité maximale de la contraception (20 à 30 % des patientes) ;
- irrégularité des cycles, règles moins fréquentes, soit moins abondantes, soit plus longues (50 à 60 % des femmes) ;
- petits saignements continus et intermittents durant les six premiers mois d'utilisation, nommés spotting, sans gravité, conséquences d'un amincissement trop important de l'endomètre (10 à 20 % des utilisatrices).

Il peut aussi provoquer certains effets indésirables : prise de poids (les femmes ayant pris plus de 15 kg pendant une grossesse y étant plus exposées), acné, migraines, vomissements, gêne ou des douleurs aux seins[réf. nécessaire]…
Certaines patientes sont sujettes à une hyper-émotivité due à une sensibilité élevée au progestatif. Cette émotivité est accentuée par des états anxieux ou dépressifs, aussi est il important de signaler tout changement, instabilité d'humeur, à son médecin, qui prescrira alors une analyse[réf. nécessaire].
Des études ont montré que ces effets secondaires, en particulier les métrorragies (saignements en dehors de la période des règles), sont la cause principale de l'arrêt du traitement.
Les implants, invisibles sauf en cas de maigreur, se sentent parfois sous la peau.
L'implant mal posé peut éventuellement migrer dans l'organisme ; par exemple en France, une patiente de 25 ans a un implant contraceptif posé en juin 2019 qui été retrouvé 6 mois plus tard dans ses poumons où une opération chirurgicale de récupération est presque impossible en raison de risques élevés. Environ 200 000 françaises ont un tel implant, et 30 cas de migration d'implants vers l'artère pulmonaire ont déjà été signalés en 3 ans (de 2016 à 2019) à l'ANSM (Agence nationale de sécurité du médicament et des produits de santé), qui préconise une « meilleure formation des médecins concernant la pose des bâtonnets »;

## Coût
Son prix est de 106,76 € en France, il est remboursé à 65 % par la sécurité sociale et a une durée de vie relativement longue pour une efficacité qui semble être maximale. La différence n'est pas toujours prise en charge par les mutuelles. Il est gratuit pour les mineures dans les centres de planification et d’éducation familiale (CPEF). En Belgique le coût officiel est de 143,59€ (Source: CBIP 09/2019) environ 20€ sont à charge des patientes adultes le reste étant remboursé par la mutuelle.

### Au Canada

#### Implant Nexplanon
Santé Canada a approuvé un nouveau moyen de contraception, depuis août 2020. Le premier implant contraceptif pour sous-cutané mis en vente au pays provient de la compagnie Nexplanon. La version offerte s’agit d’un implant qui contient 68 mg d’étonogestrel, un progestatif qui est libéré progressivement. Ce contraceptif est efficace sur une période de trois ans. Le dispositif est radio-opaque, qualité qui permet au personnel médical de localiser l’implant à l’aide d’une radiographie bidimensionnelle, d’une tomodensitométrie (TDM), d’une échographie ou de l’imagerie par résonance magnétique (IRM). Les médecins peuvent facilement connaitre l’emplacement de la contraception, si la palpation est peu concluante. L’implant Nexplanon est le premier disponible au Canada, puisqu’il répond aux normes relatives au taux et au degré d’absorption de l’étonogestrel dans le corps.

#### Efficacité
Le dispositif doit être inséré entre la première et la cinquième journée du cycle menstruel. C’est seulement après une période de 7 jours que l’implant est à sa pleine efficacité. Le retour de la fertilité est immédiat à la suite du retrait de l’implant. Les données fournies par Santé Canada démontre que le taux d’efficacité s’élève à 99.95% sur une durée de 3 ans. Ce niveau d’efficacité pourrait se prolonger jusqu’à 5 ans, selon la Société des obstétriciens et gynécologues du Canada. L’implant ne protège pas les utilisatrices des infections transmises sexuellement et par le sang (ITSS) et doit donc être jumelé avec un condom en latex ou en polyuréthane pour une protection maximale.

#### Coût
L’implant est d’une valeur approximative de 300$ et il est disponible en pharmacie. Les Québécois bénéficient d’une couverture financière de la part de la Régie de l’assurance-maladie du Québec , puisque cette contraception est incluse dans la liste des médicaments assurés. Cette contraception est également remboursée par la plupart des assurances médicaments privées.